# 살아있는 시체들의 밤 (1990년 영화)
살아있는 시체들의 밤 1990(영어: Night Of The Living Dead)은 리메이크 영화이다.

## 출연

### 주연
- 토니 토드
- 패트리샤 톨먼
- 톰 타울즈
- 맥키 앤더슨

### 조연
- 윌리엄 버틀러
- 케이티 피너런
- 빌 모슬리
- 헤더 마주

## 기타
- 프로듀서: 마크 S. 피셔
- 라인프로듀서: 데클란 볼드윈
- 제공: 21st Century Film Corporation
- 협력프로듀서: 크리스틴 포레스트
- 미술: 크리터스 앤더슨
- 특수효과: 존 벌리치
- 의상: 바바라 앤더슨
- 영화사: A Film by Tom Savini